# Camillo Montalcini
Camillo Montalcini (Acqui Terme, 6 marzo 1862 – Roma, 1º dicembre 1948) è stato un funzionario parlamentare italiano.

## Biografia

### La gestione amministrativa
Fu dal 1907 segretario generale della Camera dei deputati, nella cui amministrazione impresse un modello che sarebbe durato un secolo.
Presso il ministero della pubblica istruzione fu membro dal 5 marzo 1915 del Comitato nazionale per la storia del risorgimento e della Commissione per la pubblicazione degli atti delle assemblee costituzionali italiane dal Medio Evo al 1831, nella quale curò la raccolta dagli atti parlamentari dei vari Stati italiani della repubblica cisalpina fino al 1821.
Sotto la sua guida nel 1915 il servizio dei resoconti dell'Assemblea, guidato dall'avvocato Carlo Finzi, curò una preziosa raccolta degli atti di tutte le commissioni d'inchiesta nel periodo statutario.
Si ritiene che per Montalcini sia stato di un certo aiuto il giurista fascista Giacomo Acerbo, che ricambiò la collaborazione ricevuta nella preparazione della legge elettorale politica del 1923. Del resto, lo stesso
Camillo Montalcini aveva curato la pubblicazione del Manuale pratico per l'applicazione della nuova legge elettorale politica, appena dopo l'approvazione della legge, esattamente come aveva fatto con la precedente legge elettorale del 1919.

### L'inchiesta sulle collusioni massoniche
Le premesse della rimozione rimontano ad una serie di eventi che si svilupparono a cavallo dell'approvazione della legge che rendeva illegale la massoneria, di cui Montalcini era appartenente come buona parte della classe politica liberale.
Dopo la polemica sviluppatasi a seguito dell'obbligatoria raccolta delle risposte ad un questionario sulla massoneria diramato dal governo Mussolini tra i dipendenti pubblici, il 6 aprile 1925 Montalcini scrisse al Presidente della Camera Antonio Casertano per denunciare gli attacchi di cui sarebbe stato oggetto a livello personale, domandando la creazione di una commissione d'inchiesta per far valere i suoi diritti.
Alla formazione della Commissione, il 6 ottobre 1925, Casertano fissò come quadro dell'inchiesta non solamente “la constatazione di eventuali responsabilità disciplinari ma anche l'indicazione di proposte di miglioramento dei servizi e per il rafforzamento dei legami di disciplina e di devozione alla patria ed alle istituzioni”.
Il 15 novembre 1925 la commissione rassegnò le sue conclusioni: Montalcini fu considerato un impiegato modello, che aveva apportato alla rivoluzione fascista la sua collaborazione “leale e fedele”. 
In via di fatto, la commissione esercitò nondimeno pressioni per ottenere il collocamento a riposo del segretario generale e raccomandò al presidente di trovare la forma più adatta per esprimergli la riconoscenza dell'Amministrazione.
Il consiglio di Presidenza della Camera accettò ufficialmente il collocamento a riposo di Camillo Montalcini il 25 febbraio 1927.

### La successione
La scelta del successore cadde su Annibale Alberti, in amministrazione dal 1907 e capo della Segreteria della Camera dei deputati. Anche lui aveva collaborato con Acerbo nel 1923, oltre ad aver assistito a buona parte delle mansioni del Montacini, anche nella Commissione per la pubblicazione degli atti delle assemblee costituzionali italiane dal Medio Evo al 1831, nella quale era segretario aggiunto.
Montalcini, con la carica di segretario generale emerito, morì a Roma il 1º dicembre 1948.
Come fu ricordato dal Presidente della Camera il 2 dicembre 1948 (data di commemorazione della sua morte), fu "nobile, caratteristica figura di funzionario, che alla Camera diede oltre 40 anni della sua intelligente e volenterosa attività e che l'ufficio di Segretario generale aveva reso, con la sua rara competenza, con la sua veramente vasta dottrina giuridica e con la sua grande sensibilità, un organo indispensabile - si può dire, senza esagerazione retorica - ai lavori dell'Assemblea. Nell'esercizio del suo compito egli si palesava veramente custode delle tradizioni, delle norme e della consuetudine parlamentare (...) Il fascismo non lo amò, per il suo spirito indipendente, e lo mise anzi in condizioni di dover chiedere egli stesso il suo collocamento a riposo".

## Opere
- Camillo Montalcini, Condizione politica e giuridica del re nel regime costituzionale, editore E. Loescher, Torino, 1881.
- Camillo Montalcini, Vicende delle pubbliche Libertà in Piemonte dai primi tempi di casa Savoia ad Emanuele Filiberto, Torino, 1884.
- Camillo Montalcini, L'istituzione regia e la responsabilità ministeriale, Torino, 1890.
- Camillo Montalcini, Ruggero Bonghi e i suoi discorsi parlamentari, in Nuova Antologia, 1º aprile 1918, p. 60.
- Camillo Montalcini, Sidney Sonnino, Nuova antologia, 26, vol. 247, p. 50-65, 147-159.
- Camillo Montalcini, Annibale Alberti, Guida pratica per le elezioni politiche, Zanichelli, 1919 In 16°, pp. 274, con 10 illustrazioni.
- Assemblee della Repubblica cisalpina. Voi. I-II, per cura di C. Montalcini e A. Alberti. Bologna, N, Zanichelli, 1917, in-8, 3 voli. pp. ccvi-824 846. [e Atti delle assemblee costituzionali italiane dal medio evo al 1831 », serie II, divisione I, sezione II].
- Le assemblee del Risorgimento : Toscana : atti raccolti e pubblicati per deliberazione della Camera dei Deputati / [prefazione di Camillo Montalcini].
- Camillo Montalcini, L'idea italiana dalle origini al Risorgimento, 1911.
- Camillo Montalcini, Manuale pratico per l'applicazione della nuova legge elettorale politica, 1924.